# Lista monumentelor ocrotite de stat din raionul Dondușeni
Lista monumentelor din raionul Dondușeni cuprinde monumentele patrimoniului cultural din raionul Dondușeni înscrise în Registrul monumentelor Republicii Moldova ocrotite de stat.
Registrul monumentelor Republicii Moldova ocrotite de stat a fost aprobat prin Hotărârea Parlamentului nr. 1531-XII împreună cu Legea nr. 1530-XII privind ocrotirea monumentelor RM din 22 iunie 1993. În Monitorul Oficial nr. 1 din 1994 a fost publicată doar Legea, fără a include însă și Registrul, care a fost publicat mult mai târziu, la 2 februarie 2010. A nu se confunda cu Registrul arheologic național sau cel al monumentelor de for public, care sunt liste diferite ce vizează doar anumite compartimente ale patrimoniului cultural, întocmite în baza unor legi separate.
Lista completă este menținută și actualizată periodic de către Ministerul Culturii din Republica Moldova, dar înainte ca modificările să intre în vigoare acestea trebuie să fie aprobate de către Parlament. Această listă este menită să cuprindă și actualizările ulterioare.
| Nr.   | Localizare                                                                       | Denumire                                                                                                   | Datare             | Tip   | Însemnătate | Imagine                 | Erori             |
| ----- | -------------------------------------------------------------------------------- | --- | ------------------ | ----- | ----------- | ----------------------- | ----------------- |
| 343   | Dondușeni 48°14′30″N 27°36′52″E / 48.241601891523°N 27.614416886368°E            | Biserica „Sf. Nicolae”                                                                                     | anii 1920          | At    | N           | Încarcă foto            | Raportează eroare |
| 344   | Dondușeni 48°14′13″N 27°36′48″E / 48.236960471°N 27.6132469258°E                 | Monument în memoria ostașilor consăteni (1941-1945)                                                        | 1970               | Is Ar | L           | galerie \| Încarcă foto | Raportează eroare |
| 357   | Arionești 48°22′28″N 27°50′36″E / 48.374473120742°N 27.843306023322°E            | Biserica „Sf. Nicolae”                                                                                     | 1881               | At    | L           | galerie \| Încarcă foto | Raportează eroare |
| 358   | Arionești                                                                        | Masa pomenirii                                                                                             | sec. XX            | Ar    | L           | Încarcă foto            | Raportează eroare |
| 359   | Arionești                                                                        | Monument în memoria ostașilor consăteni (1914-1918)                                                        | 1936               | Is    | L           | Încarcă foto            | Raportează eroare |
| 360   | Arionești                                                                        | Mormântul comun al 28 ostași căzuți în război                                                              | 1944               | Is    | L           | Încarcă foto            | Raportează eroare |
| 361   | Arionești                                                                        | Mormântul comun al victimelor răscoalei de la Hotin                                                        | 1919               | Is    | L           | Încarcă foto            | Raportează eroare |
| 363   | Baraboi 48°05′02″N 27°37′07″E / 48.083967825914°N 27.618613901803°E              | Biserica „Nașterea Maicii Domnului”                                                                        | 1879               | At    | L           | Încarcă foto            | Raportează eroare |
| 364   | Baraboi                                                                          | Monument în memoria a 138 ostași consăteni căzuți în război (1941-1945)                                    | 1967               | Is    | L           | Încarcă foto            | Raportează eroare |
| 366   | Boroseni                                                                         | Monument în memoria a 17 ostași consăteni (1941-1945). La cimitir                                          | 1965               | Is    | L           | Încarcă foto            | Raportează eroare |
| 367   | Braicău 48°18′12″N 27°43′57″E / 48.303277344534°N 27.732428671693°E              | Biserica de lemn „Sf. Nicolae”                                                                             | 1829               | At    | N           | galerie \| Încarcă foto | Raportează eroare |
| 368   | Braicău 48°18′11″N 27°43′57″E / 48.30316378909°N 27.73256759954°E                | Biserica de piatră                                                                                         | anii 1930          | At    | L           | galerie \| Încarcă foto | Raportează eroare |
| 369   | Braicău 48°18′09″N 27°43′57″E / 48.302510072116°N 27.732618959498°E              | Monument în memoria a 19 ostași consăteni (1941-1945)                                                      |                    | Is    | L           | galerie \| Încarcă foto | Raportează eroare |
| 370   | Briceni                                                                          | Biserica de lemn „Nașterea Maicii Domnului”                                                                | 1882               | At    | N           | galerie \| Încarcă foto | Raportează eroare |
| 371   | Briceni                                                                          | Monument la mormântul ostașului căzut în 1944 și în memoria a 35 ostași consăteni (1941-1945)              | 1971               | Is    | L           | Încarcă foto            | Raportează eroare |
| 373   | Briceva                                                                          | Moara cu abur                                                                                              | sf. sec. XIX       | Is At | L           | galerie \| Încarcă foto | Raportează eroare |
| 375   | Cernoleuca                                                                       | Casa pictorului Igor Vieru (1926-1989)                                                                     | înc. sec. XIX      | Is    | N           | Încarcă foto            | Raportează eroare |
| 376   | Cernoleuca 48°18′48″N 27°33′27″E / 48.313384666667°N 27.557592111111°E           | Conacul Kazimir                                                                                            | jum. I a sec. XIX  | Is At | N           | galerie \| Încarcă foto | Raportează eroare |
| 377   | Cernoleuca 48°18′26″N 27°33′52″E / 48.307258826594°N 27.564424063076°E           | Biserica de lemn „Nașterea Maicii Domnului”                                                                | 1888               | At    | N           | galerie \| Încarcă foto | Raportează eroare |
| 378   | Cernoleuca 48°18′20″N 27°34′47″E / 48.305667°N 27.579667°E                       | Moara de vânt                                                                                              | sf. sec. XIX       | Is At | N           | galerie \| Încarcă foto | Raportează eroare |
| 379   | Cernoleuca                                                                       | Monument în memoria ostașilor consăteni căzuți în 1941-1945                                                | 1965               | Is    | L           | Încarcă foto            | Raportează eroare |
| 380   | Cernoleuca                                                                       | Școala primară                                                                                             | 1889               | At    | N           | Încarcă foto            | Raportează eroare |
| 382   | Climăuți 48°18′32″N 27°36′36″E / 48.308910713324°N 27.610076507745°E             | Biserica de lemn „Adormirea Maicii Domnului”                                                               | 1893               | At    | N           | Încarcă foto            | Raportează eroare |
| 383   | Climăuți                                                                         | Casa lui Constantin Roșca                                                                                  | mijl. sec. XIX     | At    | L           | Încarcă foto            | Raportează eroare |
| 384   | Climăuți                                                                         | Monument în memoria a 62 ostașilor consăteni căzuți în 1941-1945                                           | 1976               | Is    | L           | Încarcă foto            | Raportează eroare |
| 385   | Climăuți                                                                         | Mormântul comun al 3 ostași                                                                                | 1944               | Is    | L           | Încarcă foto            | Raportează eroare |
| 388   | Corbu 48°16′03″N 27°34′32″E / 48.267468928078°N 27.575681935436°E                | Biserica de lemn „ Sf. Cuvioasă Paraschiva”                                                                | 1902               | At    | N           | galerie \| Încarcă foto | Raportează eroare |
| 389   | Corbu 48°16′02″N 27°34′25″E / 48.267312229854°N 27.5735120447°E                  | Monument în memoria ostașilor consăteni căzuți în 1941-1945                                                | 1973               | Is    | L           | Încarcă foto            | Raportează eroare |
| 390   | Corbu                                                                            | Monument în memoria victimelor represiilor (1940-1950)                                                     | 1991               | Is    | L           | Încarcă foto            | Raportează eroare |
| 391.1 | Corbu str. Păcii, 34 48°15′58″N 27°34′13″E / 48.26603548726°N 27.570392419577°E  | Clădirile școlii de meserii (bloc de studii, ateliere)                                                     | 1905               | Is At | N           | Încarcă foto            | Raportează eroare |
| 391.2 | Corbu str. Păcii, 49 48°16′03″N 27°34′09″E / 48.267602026862°N 27.569237149244°E | Grajdul pentru cai al fostului conac Macarov-Mavrocordat                                                   | înc. sec. XX       | Is At | N           | Încarcă foto            | Raportează eroare |
| 391.3 | Corbu str. Morii, 9 48°15′38″N 27°34′58″E / 48.260657600086°N 27.582771379839°E  | Moara cu motor                                                                                             | înc. sec. XX       | At    | N           | Încarcă foto            | Raportează eroare |
| 391.4 | Corbu str. Igor Vieru 48°15′49″N 27°34′06″E / 48.26350567861°N 27.568439990892°E | Podul de piatră                                                                                            | înc. sec. XX       | At    | N           | Încarcă foto            | Raportează eroare |
| 392   | Crișcăuți 48°15′55″N 27°51′18″E / 48.265362969098°N 27.855080164835°E            | Biserica „Sf. Împărați Constantin și Elena”                                                                | 1835               | At    | L           | Încarcă foto            | Raportează eroare |
| 393   | Crișcăuți                                                                        | Monument în memoria ostașilor consăteni căzuți în 1941-1945                                                | 1975               | Is    | L           | Încarcă foto            | Raportează eroare |
| 394   | Dondușeni                                                                        | Biserica de lemn „Sf. Arhanghel Mihail”                                                                    | 1866               | At    | N           | Încarcă foto            | Raportează eroare |
| 395   | Dondușeni 48°13′22″N 27°35′14″E / 48.222644039854°N 27.587259937262°E            | Biserica „Sf. Arhanghel Mihail”                                                                            | 1940               | At    | L           | Încarcă foto            | Raportează eroare |
| 396   | Dondușeni                                                                        | Casa lui Andrei Gordaș                                                                                     | mijl. sec. XIX     | At    | L           | Încarcă foto            | Raportează eroare |
| 399   | Elizavetovca                                                                     | Monument în memoria ostașilor consăteni căzuți în 1941-1945                                                | 1971               | Is    | L           | Încarcă foto            | Raportează eroare |
| 400   | Elizavetovca                                                                     | Mormântul comun al 26 victime de razboi                                                                    | 1941               | Is    | L           | Încarcă foto            | Raportează eroare |
| 401   | Fîntînița 48°06′25″N 27°41′56″E / 48.106878994614°N 27.698803215733°E            | Biserica de lemn „Sf. Nicolae”                                                                             | 1834               | At    | N           | Încarcă foto            | Raportează eroare |
| 402   | Fîntînița 48°06′26″N 27°41′30″E / 48.107359395773°N 27.691785665773°E            | Biserica „Sf. Arhanghel Mihail”                                                                            | 1903               | At    | L           | Încarcă foto            | Raportează eroare |
| 403   | Fîntînița                                                                        | Monument în memoria a 81 ostași consăteni căzuți în 1941-1945                                              | 1975               | Is    | L           | Încarcă foto            | Raportează eroare |
| 407   | Frasin 48°08′09″N 27°32′47″E / 48.135787017218°N 27.546412245889°E               | Biserica de lemn „Sf. Arhanghel Mihail”                                                                    | 1892               | At    | N           | Încarcă foto            | Raportează eroare |
| 408   | Frasin                                                                           | Monument în memoria a 46 ostași consăteni căzuți în 1941-1945                                              | 1973               | Is    | L           | Încarcă foto            | Raportează eroare |
| 409   | Frasin                                                                           | Mormânt comun al 2 ostași. La cimitir                                                                      | 1941               | Is    | L           | Încarcă foto            | Raportează eroare |
| 411   | Horodiște 48°15′47″N 27°47′17″E / 48.263097964071°N 27.788113713422°E            | Biserica de lemn „Sf. Treime”                                                                              | sf. sec. XIX       | At    | N           | galerie \| Încarcă foto | Raportează eroare |
| 412   | Horodiște                                                                        | Monument în memoria ostașilor consăteni căzuți în 1941-1945                                                |                    | Is    | L           | galerie \| Încarcă foto | Raportează eroare |
| 413   | Horodiște                                                                        | Mormântul ostașului căzut în război                                                                        | 1941               | Is    | L           | Încarcă foto            | Raportează eroare |
| 415   | Mîndîc                                                                           | Biserica de lemn „Sf. Arhanghel Mihail”                                                                    | anii 1930          | At    | N           | Încarcă foto            | Raportează eroare |
| 416   | Mîndîc                                                                           | Monument în memoria ostașilor consăteni căzuți în 1941-1945                                                | 1970               | Is    | L           | Încarcă foto            | Raportează eroare |
| 418   | Mîndîc 48°09′40″N 27°51′51″E / 48.161085834305°N 27.864194117945°E               | Vila „Mîndîc” cu parc                                                                                      | sf. sec. XIX       | At    | N           | galerie \| Încarcă foto | Raportează eroare |
| 420   | Maramonovca 48°12′07″N 27°47′51″E / 48.201869301193°N 27.797458201087°E          | Biserica „Sf. Treime”                                                                                      | 1873               | At    | L           | Încarcă foto            | Raportează eroare |
| 421   | Maramonovca                                                                      | Monument în memoria a 96 ostași consăteni căzuți în 1941-1945                                              | 1965               | Is    | L           | Încarcă foto            | Raportează eroare |
| 422   | Maramonovca                                                                      | Stația electrică                                                                                           | 1950               | Is    | L           | Încarcă foto            | Raportează eroare |
| 424   | Moșana 48°19′20″N 27°41′27″E / 48.322141226639°N 27.690945441437°E               | Biserica „Acoperământul Maicii Domnului”                                                                   | 1884               | At    | L           | galerie \| Încarcă foto | Raportează eroare |
| 425   | Moșana                                                                           | Monument la mormântul a 22 ostași căzuți în 1944 și în memoria a 67 consăteni căzuți în război (1941-1945) | 1965               | Is    | L           | Încarcă foto            | Raportează eroare |
| 427   | Niorcani                                                                         | Monument în memoria ostașilor consăteni căzuți în 1941-1945                                                | 1975               | Is    | L           | Încarcă foto            | Raportează eroare |
| 428   | Pivniceni                                                                        | Monument în memoria a 18 ostași consăteni căzuți în 1941-1945                                              | 1973               | Is    | L           | Încarcă foto            | Raportează eroare |
| 433   | Plop 48°15′05″N 27°42′21″E / 48.251373060174°N 27.70594640414°E                  | Biserica „Sf. Arhanghel Mihail”                                                                            | 1864               | At    | L           | Încarcă foto            | Raportează eroare |
| 434   | Plop                                                                             | Monument în memoria a 42 ostași consăteni căzuți în 1941-1945                                              | 1977               | At    | L           | Încarcă foto            | Raportează eroare |
| 444   | Pocrovca 48°19′52″N 27°51′43″E / 48.331206544099°N 27.861920120034°E             | Biserica de lemn „Acoperământul Maicii Domnului”                                                           | 1797               | At    | N           | galerie \| Încarcă foto | Raportează eroare |
| 445   | Pocrovca 48°19′37″N 27°51′42″E / 48.327010977181°N 27.861598272621°E             | Monument în memoria a 36 ostași consăteni căzuți în 1941-1945                                              | 1964               | Is    | L           | galerie \| Încarcă foto | Raportează eroare |
| 450   | Rediul Mare 48°13′43″N 27°31′08″E / 48.22864221342°N 27.518867167952°E           | Biserica „Nașterea Maicii Domnului”                                                                        | 1864               | At    | L           | galerie \| Încarcă foto | Raportează eroare |
| 451   | Rediul Mare 48°13′42″N 27°30′55″E / 48.228438608887°N 27.515361618453°E          | Conacul cu parc al lui V. Dombrovschi                                                                      | înc. sec. XX       | At    | N           | galerie \| Încarcă foto | Raportează eroare |
| 452   | Rediul Mare                                                                      | Monument în memoria a 36 ostași consăteni căzuți în 1941-1945                                              | 1964               | Is    | L           | Încarcă foto            | Raportează eroare |
| 468   | Rudi 48°20′22″N 27°53′27″E / 48.33949467416°N 27.890720447397°E                  | Biserica „Sf. Treime”                                                                                      | 1892               | At    | L           | galerie \| Încarcă foto | Raportează eroare |
| 472   | Rudi 48°20′44″N 27°53′27″E / 48.345555555556°N 27.890833333333°E                 | Mănăstirea „Sf. Treime” (complex edilitar)                                                                 | 1772–anii 1930     | At    | N           | galerie \| Încarcă foto | Raportează eroare |
| 473   | Rudi                                                                             | Monument în memoria a 52 ostași consăteni căzuți în 1941-1945                                              | 1974               | Is    | L           | Încarcă foto            | Raportează eroare |
| 474A  | Rudi 48°19′08″N 27°52′35″E / 48.318761754989°N 27.87641739062°E                  | Monumentul „Punctul Rudi al Arcului geodezic Struve”                                                       | 1848               | Is Th | N           | galerie \| Încarcă foto | Raportează eroare |
| 477   | Scăieni 48°10′31″N 27°34′49″E / 48.175293027306°N 27.580272816642°E              | Biserica „Acoperământul Maicii Domnului”                                                                   | 1854               | At    | L           | Încarcă foto            | Raportează eroare |
| 479   | Scăieni                                                                          | Monument în memoria a 83 ostași consăteni căzuți în 1941-1945                                              | 1968               | Is    | L           | Încarcă foto            | Raportează eroare |
| 480   | Scăieni                                                                          | Mormânt comun al 4 ostași. La cimitir                                                                      | 1944               | Is    | L           | Încarcă foto            | Raportează eroare |
| 484   | Slobozia Nouă                                                                    | Monument în memoria a 18 ostași consăteni căzuți în 1941-1945                                              | 1975               | Is    | L           | Încarcă foto            | Raportează eroare |
| 486   | Sudarca                                                                          | Biserica de lemn „Sf. Arhanghel Mihail”                                                                    | 1793               | At    | N           | Încarcă foto            | Raportează eroare |
| 487   | Sudarca 48°18′19″N 27°47′16″E / 48.305266829344°N 27.787846875206°E              | Biserică de piatră                                                                                         | anii 1930          | At    | L           | Încarcă foto            | Raportează eroare |
| 488   | Sudarca                                                                          | Masa pomenirii                                                                                             | sf. sec. XIX       | Ar    | N           | Încarcă foto            | Raportează eroare |
| 489   | Sudarca                                                                          | Monument în memoria a 100 ostași consăteni căzuți în 1941-1945                                             | 1970               | Is    | L           | Încarcă foto            | Raportează eroare |
| 491   | Tătărăuca Nouă 48°19′00″N 27°58′29″E / 48.316566628252°N 27.974814705914°E       | Biserica „Sf. Arhanghel Mihail” cu poarta intrării                                                         | 1840-1850          | At    | N           | Încarcă foto            | Raportează eroare |
| 492   | Tătărăuca Nouă                                                                   | Monument în memoria ostașilor consăteni căzuți în 1941-1945                                                | 1969               | Is    | L           | Încarcă foto            | Raportează eroare |
| 496   | Tătărăuca Veche 48°17′40″N 27°59′05″E / 48.294566392171°N 27.984714650788°E      | Biserica de lemn „Sf. Arhanghel Mihail”                                                                    | 1888               | At    | N           | galerie \| Încarcă foto | Raportează eroare |
| 497   | Tătărăuca Veche                                                                  | Monument în memoria a 26 ostași consăteni căzuți în 1941-1945                                              | 1975               | Is    | L           | Încarcă foto            | Raportează eroare |
| 502   | Teleșeuca 48°17′04″N 27°54′01″E / 48.284411091297°N 27.900292248951°E            | Biserica „Nașterea Maicii Domnului”                                                                        | 1914               | At    | L           | Încarcă foto            | Raportează eroare |
| 503   | Teleșeuca                                                                        | Monument în memoria a 26 ostași consăteni căzuți în 1941-1945                                              | 1975               | Is    | L           | Încarcă foto            | Raportează eroare |
| 508   | Tîrnova 48°10′00″N 27°39′28″E / 48.166638888889°N 27.657888888889°E              | Biserica „Adormirea Maicii Domnului”                                                                       | 1825, 1842-1845    | At    | N           | galerie \| Încarcă foto | Raportează eroare |
| 509   | Tîrnova 48°09′44″N 27°39′26″E / 48.162267729337°N 27.657314724503°E              | Biserica „Sf. Arhanghel Mihail”                                                                            | sec. XVIII         | At    | N           | galerie \| Încarcă foto | Raportează eroare |
| 510   | Tîrnova 48°09′57″N 27°39′27″E / 48.165916666667°N 27.657472222222°E              | Conacul lui Manolache Negruzzi                                                                             | jum. II a sec. XIX | Is At | N           | galerie \| Încarcă foto | Raportează eroare |
| 511   | Tîrnova 48°09′59″N 27°39′24″E / 48.166337409402°N 27.656583164544°E              | Monument în memoria a 46 ostași consăteni căzuți în 1941-1945                                              | 1973               | Is    | L           | galerie \| Încarcă foto | Raportează eroare |
| 512   | Tîrnova 48°09′41″N 27°39′26″E / 48.161280411365°N 27.657252446925°E              | Mormântul ostașului căzut în război. La cimitir                                                            | 1944               | Is    | L           | galerie \| Încarcă foto | Raportează eroare |
| 513   | Tîrnova                                                                          | Paraclis                                                                                                   | anii 1930          | At    | N           | Încarcă foto            | Raportează eroare |
| 516   | Tolocănești                                                                      | Monument în memoria ostașilor consăteni căzuți în 1941-1945                                                | 1975               | Is    | L           | Încarcă foto            | Raportează eroare |
| 517   | Țaul 48°13′00″N 27°40′28″E / 48.216759971092°N 27.674450197842°E                 | Biserica „Adormirea Maicii Domnului”                                                                       | 1874               | At    | L           | galerie \| Încarcă foto | Raportează eroare |
| 518   | Țaul 48°12′28″N 27°40′25″E / 48.207905289457°N 27.673694244119°E                 | Conacul cu parc dendrologic al lui A. I. Pommer                                                            | înc. sec. XX       | At    | N           | galerie \| Încarcă foto | Raportează eroare |
| 520   | Țaul 48°12′57″N 27°39′24″E / 48.215808340806°N 27.656757848211°E                 | Monument în memoria a 95 ostași consăteni căzuți în 1941-1945                                              | 1975               | Is    | L           | galerie \| Încarcă foto | Raportează eroare |
| 524   | Visoca 48°14′49″N 27°55′31″E / 48.246847966914°N 27.925326462259°E               | Biserica „Sf. Arhanghel Mihail” cu turnul-clopotniță (complex edilitar)                                    | 1826               | At    | N           | Încarcă foto            | Raportează eroare |
| 525   | Visoca                                                                           | Monument în memoria a 95 ostași consăteni căzuți în 1941-1945                                              | 1975               | Is    | L           | Încarcă foto            | Raportează eroare |